# اندالور
اندالور (به انگلیسی: Andaloor) یک منطقهٔ مسکونی در هند است که در کرالا واقع شده است.